# Spieler des Jahres der Basketball-Bundesliga
Die Auszeichnung als Spieler des Jahres der Basketball-Bundesliga (auch Most Valuable Player der Basketball-Bundesliga genannt) ist eine Auszeichnung der höchsten deutschen Spielklasse im Herren-Basketball für den besten Spieler (englisch: Most Valuable Player, kurz MVP; wortwörtlich: wertvollster Spieler) einer jeweiligen Saison. Nach neuerem Verständnis ist dabei nur die reguläre Saison oder Hauptrunde der jeweiligen Spielzeit gemeint, da für die Postseason oder Finalrunde um den Meisterschaftstitel eine weitere Auszeichnung als Finals Most Valuable Player der Basketball-Bundesliga (Finals-MVP) existiert, weshalb die Auszeichnung als „Season-MVP“ wie andere Ehrungen der Bundesliga (BBL) bereits kurz nach Ende der Hauptrunde noch während der Play-offs vergeben werden.

## Historie
Von 1988 bis 1993 wurde die Auszeichnung Basketballer des Jahres an den besten deutschen Basketballspieler des Jahres verliehen. So wurde NBA-Profi Detlef Schrempf nach der Qualifikation und Teilnahme an den Olympischen Spielen 1992 sowie seiner zweiten Auszeichnung als NBA Sixth Man of the Year auch in Deutschland geehrt, obwohl er nicht in der Bundesliga spielte. Seit 1994 wird der beste Spieler der Basketball-Bundesliga ausgezeichnet, unabhängig von seiner Staatsangehörigkeit. Dirk Nowitzki konnte diese Auszeichnung deshalb 1999 nur erhalten, da er vor Beginn seiner NBA-Karriere infolge des Lockouts in der NBA-Saison 1998/99 auch ein halbes Jahr für seinen Stammverein und damaligen Erstliga-Aufsteiger DJK Würzburg in der BBL gespielt hatte.
Seit 2006 wird der MVP von einem Expertengremium, bestehend aus den Trainern und den Mannschaftskapitänen der BBL-Klubs sowie ausgewählten Medienvertretern gewählt. Neben der Ehrung als Finals MVP existiert eine dritte MVP-Auszeichnung, die sich als All-Star Game MVP Award alleine auf den besten Spieler des BBL All-Star Games bezieht.

## Tabellarische Chronik

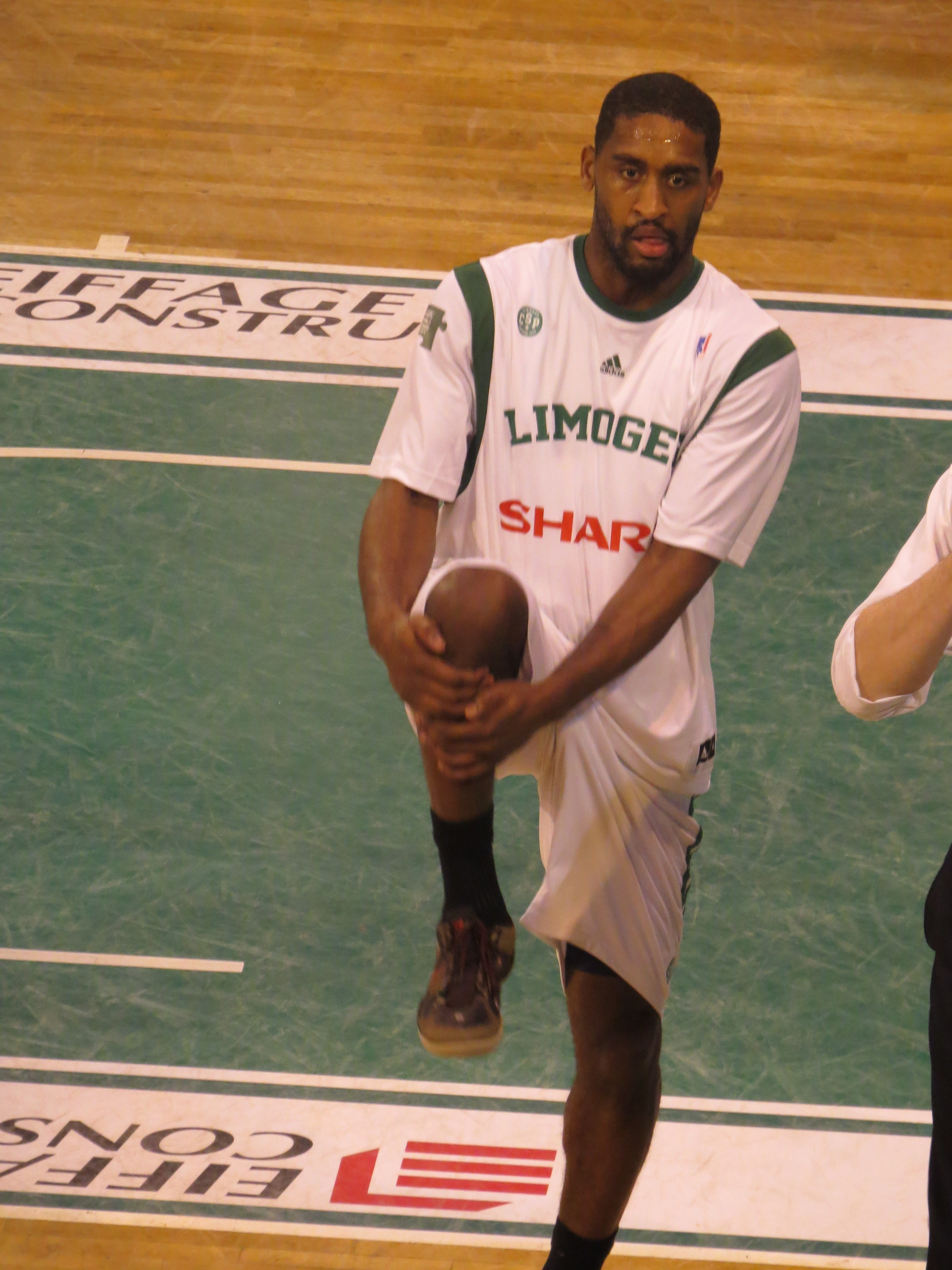
Brad Wanamaker, Most Valuable Player der Saison 2015/16

| Saison                            | Spieler                   | Nat.                   | Position | Verein                   |
| --------------------------------- | ------------------------- | ---------------------- | -------- | ------------------------ |
| Deutscher Basketballer des Jahres |                           |                        |          |                          |
| 1987/88                           | Mike Jackel               | Mike Jackel            | SF       | BSC Saturn Köln          |
| 1988/89                           | Hansi Gnad                | Hansi Gnad             | C        | BSC Saturn Köln          |
| 1989/90                           | Henning Harnisch          | Henning Harnisch       | SF/PF    | TSV Bayer 04 Leverkusen  |
| 1990/91                           | Henning Harnisch (2)      | Henning Harnisch (2)   | SF/PF    | TSV Bayer 04 Leverkusen  |
| 1991/92                           | Detlef Schrempf           | Detlef Schrempf        | SF/PF    | Indiana Pacers           |
| 1992/93                           | Kai Nürnberger            | Kai Nürnberger         | PG       | TTL Basketball Bamberg   |
| BBL-Spieler des Jahres            |                           |                        |          |                          |
| 1993/94                           | Teoman Alibegović         | Slowenien              | PF       | Alba Berlin              |
| 1994/95                           | Michael Koch              | Deutschland            | PG       | TSV Bayer 04 Leverkusen  |
| 1995/96                           | Henrik Rödl               | Deutschland            | SF       | Alba Berlin              |
| 1996/97                           | Wendell Alexis            | Vereinigte Staaten     | SF/PF    | Alba Berlin              |
| 1997/98                           | Wendell Alexis (2)        | Vereinigte Staaten     | SF/PF    | Alba Berlin              |
| 1998/99                           | Dirk Nowitzki             | Deutschland            | PF       | DJK s.Oliver Würzburg    |
| 1999/2000                         | Wendell Alexis (3)        | Vereinigte Staaten     | SF/PF    | Alba Berlin              |
| 2000/01                           | Derrick Phelps            | Vereinigte Staaten     | PG       | Alba Berlin              |
| 2001/02                           | Wendell Alexis (4)        | Vereinigte Staaten     | SF/PF    | Alba Berlin              |
| 2002/03                           | Jovo Stanojević           | Serbien und Montenegro | C        | Alba Berlin              |
| 2003/04                           | Pascal Roller             | Deutschland            | PG       | OPEL Skyliners           |
| 2004/05                           | Chuck Eidson              | Vereinigte Staaten     | SG/SF    | Gießen 46ers             |
| 2005/06                           | Jovo Stanojević (2)       | Serbien und Montenegro | C        | Alba Berlin              |
| 2006/07                           | Jerry Green               | Vereinigte Staaten     | PG       | EnBW Ludwigsburg         |
| 2007/08                           | Julius Jenkins            | Vereinigte Staaten     | SG       | Alba Berlin              |
| 2008/09                           | Jason Gardner             | Vereinigte Staaten     | PG       | EWE Baskets Oldenburg    |
| 2009/10                           | Julius Jenkins (2)        | Vereinigte Staaten     | SG       | Alba Berlin              |
| 2010/11                           | DaShaun Wood              | Vereinigte Staaten     | PG       | Deutsche Bank Skyliners  |
| 2011/12                           | John Bryant               | Vereinigte Staaten     | C        | ratiopharm ulm           |
| 2012/13                           | John Bryant (2)           | Vereinigte Staaten     | C        | ratiopharm ulm           |
| 2013/14                           | Malcolm Delaney           | Vereinigte Staaten     | PG       | FC Bayern München        |
| 2014/15                           | Jamel McLean              | Vereinigte Staaten     | PF       | Alba Berlin              |
| 2015/16                           | Brad Wanamaker            | Vereinigte Staaten     | PG       | Brose Baskets            |
| 2016/17                           | Raymar Morgan             | Vereinigte Staaten     | PF       | ratiopharm ulm           |
| 2017/18                           | Luke Sikma                | Vereinigte Staaten     | PF       | Alba Berlin              |
| 2018/19                           | Will Cummings             | Vereinigte Staaten     | PG       | EWE Baskets Oldenburg    |
| 2019/20                           | Marcos Knight             | Vereinigte Staaten     | PG, SG   | MHP Riesen Ludwigsburg   |
| 2020/21                           | Jaleen Smith              | Vereinigte Staaten     | PG       | MHP Riesen Ludwigsburg   |
| 2021/22                           | Parker Jackson-Cartwright | Vereinigte Staaten     | PG       | Telekom Baskets Bonn     |
| 2022/23                           | TJ Shorts II              | Vereinigte Staaten     | PG       | Telekom Baskets Bonn     |
| 2023/24                           | Otis Livingston II        | Vereinigte Staaten     | PG       | Würzburg Baskets         |
| 2024/25                           | Jhivvan Jackson           | /                      | PG       | FIT/One Würzburg Baskets |